# قوتش تبة (تشهار دولي)
قوتش تبة (بالفارسية: قوچ تپه) هي قرية تقع في إيران في Chaharduli Rural District. يقدر عدد سكانها بـ 383 نسمة بحسب إحصاء 2016.